# Euseius emanus
Euseius emanus är en spindeldjursart som först beskrevs av E.M. El-Banhawy 1979.  Euseius emanus ingår i släktet Euseius och familjen Phytoseiidae. Inga underarter finns listade i Catalogue of Life.